# Mister España Internacional 2017
Mister España Internacional 2017 será la quinta (5ª) edición del Certamen de Belleza Nacional, Mister España Internacional, el cual se llevó a cabo el pasado día 6 de mayo de 2017 en Matalascañas, en la provincia de Huelva.
Al final de la velada Christian Pérez, Mister España Internacional 2016 de Valencia, coronó a su sucesor, Rubén Castillero de Vizcaya, que representará a España en el certamen Mister Internacional 2017.

## Resultados
| Resultado                   | Candidato |
| --------------------------- | --- |
| Mister España Internacional | - Vizcaya - Rubén Castillero |
| Primer Finalista            | - Valladolid - Gabriel Carro |
| Segundo Finalista           | - Extremadura - Alejandro Cifo |
| Tercer Finalista            | - Andalucía - Víctor Gálvez |
| Cuarto Finalista            | - Málaga - Alexander Calvo |
| Quinto Finalista            | - Barcelona - Josep Pérez |
| Semifinalistas              | - Cádiz - Antonio Junquera - Com. Valenciana - Carlos Contreras - Las Palmas - Alejandro González - Melilla - Alonso Trujillo - Pontevedra - Ricardo Lorenzo - Santa Cruz de Tenerife - Manuel Morell |
| TOP26                       | - Alicante - José Zaragoza - Badajoz - Alfonso Rodríguez - Castellón - Mario Orellana - Gerona - Efraim Batallé - Guadalajara - Alejandro Picazo - Huelva - Antonio López - La Coruña - Christian Urquízar - León - Rodrigo Escanciano - Madrid - Carlos Andrade - Navarra - Javier Achaga - Salamanca - Pablo Martínez - Sevilla - Manuel Fernández - Soria - Mario Guillén - Valencia - Guillermo Bernat |

## Candidatos Oficiales
| Área                   | Candidato              |
| ---------------------- | ---------------------- |
| Albacete               | Rafael Hernández       |
| Alicante               | José Zaragoza          |
| Almería                | Diego Crespo           |
| Andalucía              | Víctor Gálvez          |
| Álava                  | Jonatán Fernández      |
| Asturias               | Daniel Prieto          |
| Ávila                  | Alejandro Pastor       |
| Badajoz                | Alfonso Rodríguez      |
| Barcelona              | Josep Pérez            |
| Burgos                 | Jorge Sáiz             |
| Cáceres                | Francisco Quintana     |
| Cádiz                  | Antonio Junquera       |
| Canarias               | Esaú García            |
| Castellón              | Mario Orellana         |
| Cataluña               | Juan Gil               |
| Ceuta                  | Jorge Rodríguez        |
| Ciudad Real            | Lorenzo Mateos         |
| Com. Valenciana        | Carlos Contreras       |
| Córdoba                | Javier Priego          |
| Cuenca                 | Carlos Pacheco Chacón  |
| Extremadura            | Alejandro Cifo         |
| Guipúzcoa              | Guillermo López        |
| Gerona                 | Efraim Batallé         |
| Granada                | Alejandro Puertas      |
| Guadalajara            | Alejandro Picazo       |
| Huelva                 | Antonio López          |
| Huesca                 | David Cenis            |
| Islas Baleares         | David Álvaro Fernández |
| Jaén                   | Jairo Alcalde          |
| La Coruña              | Christian Urquízar     |
| La Rioja               | Jesús Llousas          |
| Las Palmas             | Alejandro González     |
| León                   | Rodrigo Escanciano     |
| Lérida                 | Ricard Megias          |
| Lugo                   | Jesús Hermida          |
| Madrid                 | Carlos Andrade         |
| Málaga                 | Alexander Calvo        |
| Melilla                | Alonso Trujillo        |
| Murcia                 | Luis Rubio             |
| Navarra                | Javier Achaga          |
| Orense                 | Rodrigo López          |
| Palencia               | Federico Jiménez       |
| Pontevedra             | Ricardo Lorenzo        |
| Salamanca              | Pablo Martínez         |
| Segovia                | Jorge Hernando         |
| Sevilla                | Manuel Fernandez       |
| Soria                  | Mario Guillén          |
| Tarragona              | Gerard Vidal           |
| Santa Cruz de Tenerife | Manuel Morell          |
| Teruel                 | Manuel de Mora         |
| Toledo                 | Jesús Morón            |
| Valencia               | Guillermo Bernat       |
| Valladolid             | Gabriel Carro          |
| Vizcaya                | Rubén Castillero       |
| Zamora                 | Iatir Serrano          |
| Zaragoza               | Alejandro Cámara       |

## Datos acerca de los candidatos
- Algunos de los delegados del Mister Internacional España 2017 han participado, o participarán, en otros certámenes de importancia internacionales:

## Jurado Calificador de la Final
- Juan García Postigo, modelo y Mister Mundo 2007.
- Carlos Pérez Gimeno, periodista de Lecturas y TVE.
- Daniel de la Iglesia, periodista de Diez Minutos y TVE.

## Pruebas clasificatorias
Las distintas pruebas tienen un jurado seleccionado en exclusiva para dichas pruebas. El ganador de cada prueba consigue un pase directo a la siguiente fase del certamen, por lo que seis de los veinte puestos en dicha fase son elegidos en los días previos a la final, quedando catorce plazas vacantes que son seleccionadas directamente por el jurado calificador de la final. Además en la prueba de baño, cuyo jurado principal es un representante de la marca de bañadores patrocinadora del certamen BWET, se seleccionan previamente diez finalistas que hacen una sesión en la playa para dicha marca y de la cual sale el ganador de la prueba de baño.
Los resultados de dichas pruebas clasificatorias son los siguientes:
| Pruebas clasificatorias | Pruebas clasificatorias |
| Resultado               | Candidato |
| ----------------------- | --- |
| Redes Sociales          | - Gerona - Efraim Batallé |
| Top Model               | - Las Palmas - Alejandro González |
| Deporte                 | - Guadalajara - Alejandro Picazo |
| Traje Típico            | - Salamanca - Pablo Martínez |
| Baño                    | - Valladolid - Gabriel Carro |
| Finalistas en Baño      | - Andalucía - Víctor Gálvez - Barcelona - Josep Pérez - Vizcaya - Rubén Castillero - Extremadura - Alejandro Cifo - Gerona - Efraim Batallé - Las Palmas - Alejandro González - León - Rodrigo Escanciano - Málaga - Alexander Calvo - Melilla - Alonso Trujillo |

## Enlaces
- Sitio web oficial
- Mister España Internacional